# Ryoji Ikeda
Ikeda Ryōji (8 de julio de 1966, Gifu, Japón), más conocido por su nombre artístico tergiversado Ryoji Ikeda, es uno de los compositores de música electrónica de culto más importantes, en la música independiente de Japón, Actualmente reside en París, Francia.

## Obra
Su obra se concentra en las minucias del sonido puro, así como con las frecuencias y características esenciales del mismo, explotando su causalidad con la percepción humana y las matemáticas como música, tiempo y espacio. Utilizando computadoras y tecnología digital hasta el propio límite, Ikeda ha estado desarrollando unos particulares métodos "microscópicos" para la composición e ingeniería del sonido. Aparte de componer, también ha trabajado activamente en instalaciones, como ahora las aclamadas data.tron [prototype] (2007) y spectra II (2002) 
Desde 1995 ha estado en actividad intensa dentro del arte sonoro a través de conciertos, instalaciones y grabaciones: los álbumes "+/-" (1996), 0º (1998) y Matrix (2000) fueron aclamados por la crítica como los ejemplos más radicales e innovativos de la música electrónica contemporánea, así mismo, Ryoji Ikeda recibió el premio Golden Nica en Prix Ars Electronica 2001 en la categoría Música Digital.

## Colaboraciones
Junto a Carsten Nicolai, trabaja en el proyecto colaborativo "Cyclo.", con música programada y módulos audiovisuales para la sincronización en tiempo real del sonido y la imagen. Ikeda ha llevado a cabo otras colaboraciones con personajes como el coreógrafo William Forsythe/Frankfurt Ballet, el artista contemporáneo Hiroshi Sugimoto, el arquitecto Toyō Itō y el colectivo artístico Dumb Type.

## Discografía
Álbumes
- 1000 Fragments (Cci recordings, 1995)
- +/- (Touch, 1997)
- Time and Space (Staalplaat, 1998)
- 0 °C (Touch, 1998)
- Mort Aux Vaches (live recording at VPRO Radio; Staalplaat, 1998)
- 99 [for 20' to 2000] (Raster-Noton, 1999)
- Matrix (Touch, 2001)
- Cyclo. (con Carsten Nicolai; Raster-Noton, 2001)
- Op. (Touch, 2002)
- Dataplex (Raster-Noton, 2005)
- Test Pattern (Raster-Noton, 2008)
- Dataphonics (Dis Voir, 2010)
- Supercodex (Raster-Noton, 2013)
- Live at White Cube (con Christian Marclay; The Vinyl Factory, White Cube, 2015)
- The Solar System (The Vinyl Factory, 2015)
- Code name: A to Z (The Vinyl Factory, 2017)
- Music for percussion (The Vinyl Factory, 2017)
- Music for percussion (codex | edition, 2018)
- Ultratronics (NOTON, 2022)

como productor
- S/N (by Dumb Type; Spiral 1994)
- OR (by Dumb Type; Foil Records, 1998)

Compilaciones
- Silence CD (Spiral, 1993)
- Document 02 - Sine (Dorobo, 1995)
- Statics (Cci recordings, 1995)
- Mesmervariations (Ash International, 1995)
- A Fault in the Nothing (Ash International, 1996)
- Night Passage: demixed (Dorobo, 1996)
- Atomic Weight (Iridium, 1996)
- Touch Sampler 2 (Touch, 1996)
- Tulpas (Selektion, 1997)
- Chill Out (Sabotage, 1998)
- Meme (meme, 1998)
- Modulations (Caipirinha, 1998)
- Stilluppsteypa Remix (Fire Inc., 1998)
- END ID (Digital Narcis, 1999)
- Modulation & Transformation 4 (Mille Plateaux, 1999)
- Microscopic (Caipirinha, 1999)
- Touch Sampler 0 (Touch, 2000)
- Memorandum (Dumb Type; Cci recordings, 2000)
- Clicks & Cuts 2 (Mille Plateaux, 2001)
- An Anthology of Noise & Electronic Music, Vol.1 (Sub Rosa, 2002)
- Touch 25 (Touch, 2007)

DVDs/libros
- Formula (Forma, 2005)